# Oleria aegle
Oleria aegle är en fjärilsart som beskrevs av Fabricius 1776. Oleria aegle ingår i släktet Oleria och familjen praktfjärilar. Inga underarter finns listade i Catalogue of Life.

## Bildgalleri

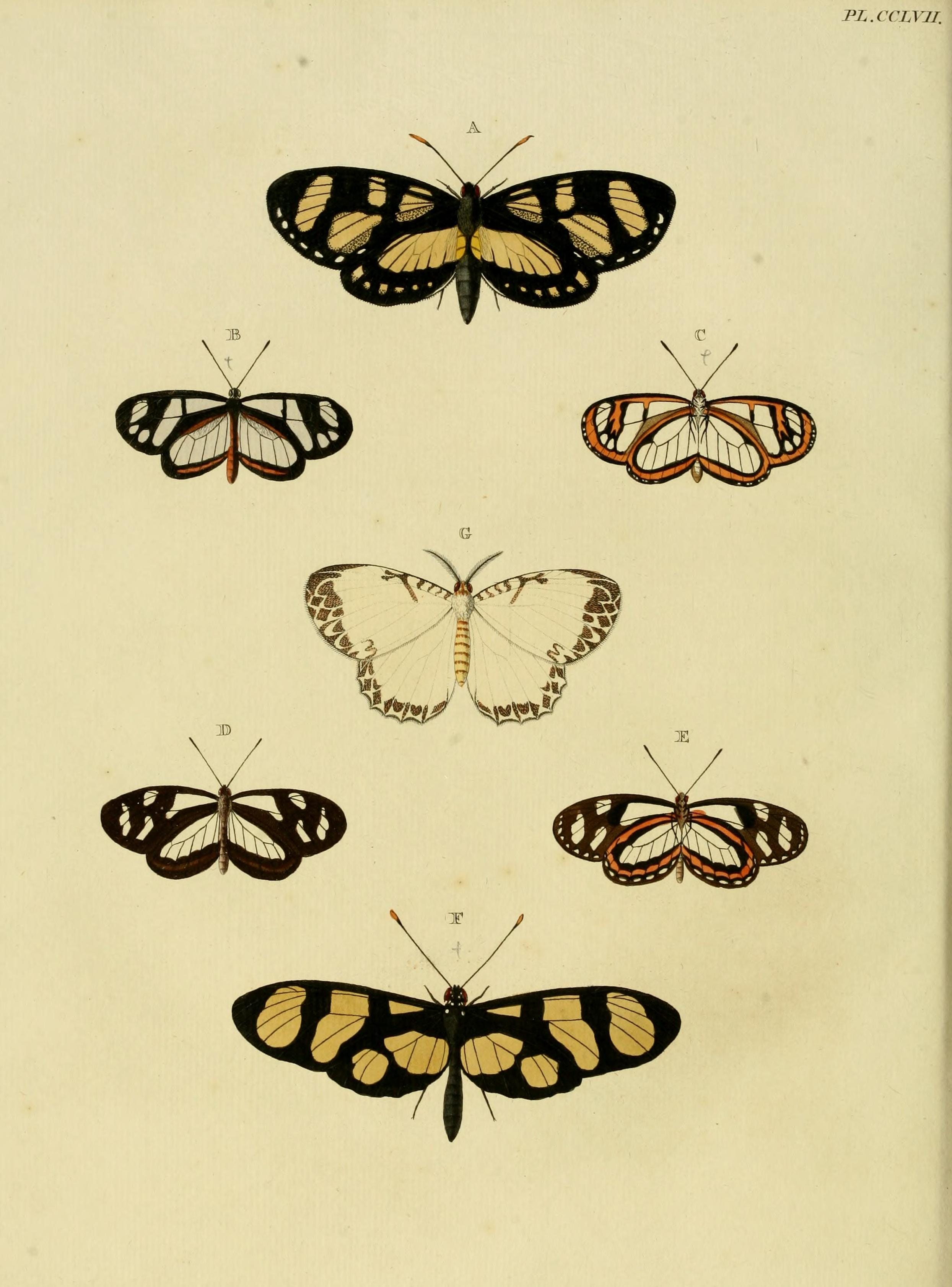
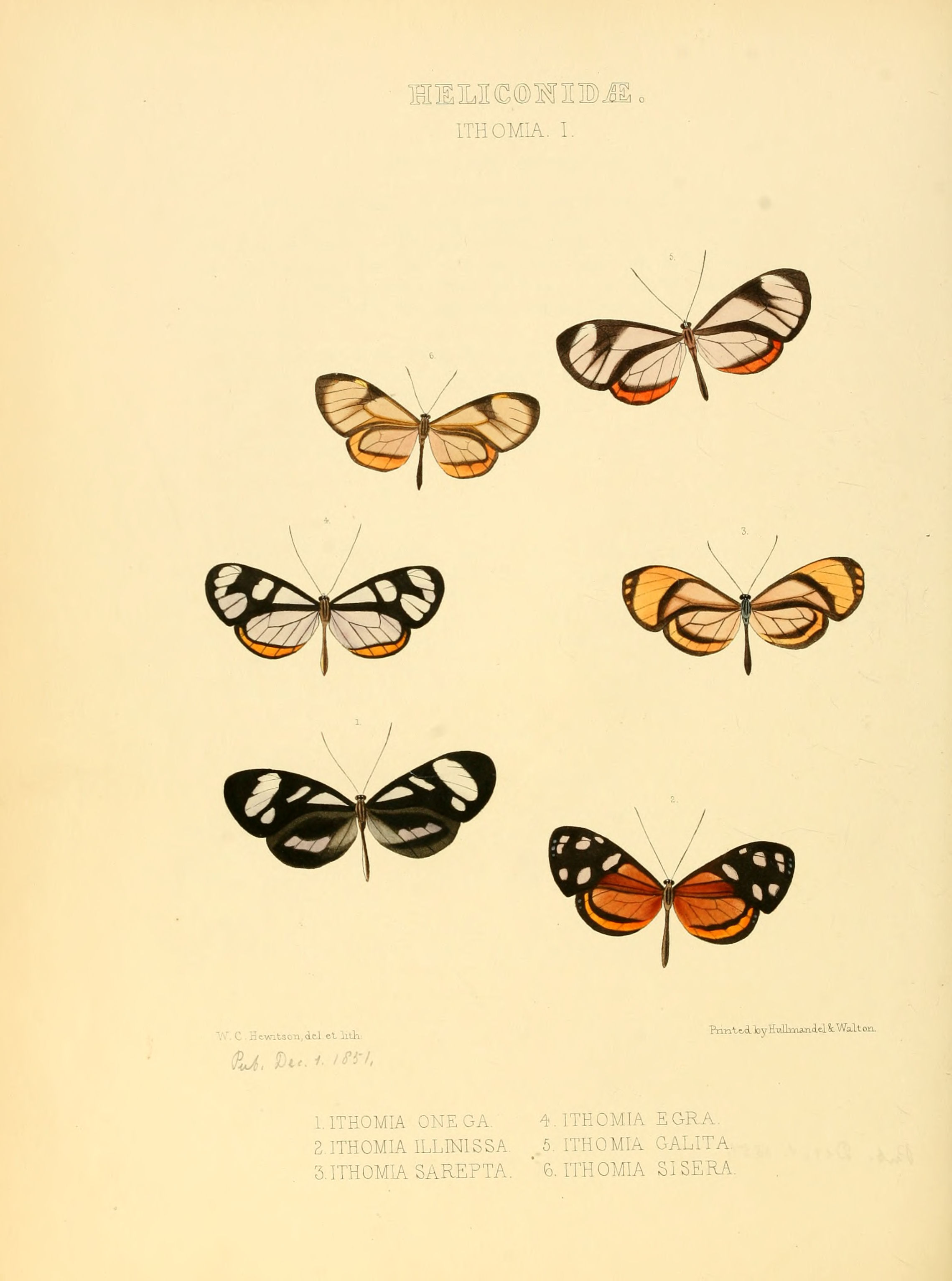